# Popke Oosterhof
Popke Oosterhof   (Assen, 3 d'agost de 1947) va ser un ciclista neerlandès que competí com amateur. Del seu palmarès destaca la medalla de bronze al Campionat del món de contrarellotge per equips de 1970. Després de guanyar una etapa de la Milk Race el 1971 es va retirar del ciclisme.

## Palmarès
Palmarès de Popke Oosterhof.
- 1968
  - Vencedor d'una etapa a la Volta a Mèxic
- 1969
  - Vencedor de 5 etapes a la Milk Race
  - Vencedor d'una etapa a l'Olympia's Tour
- 1970
  - 1r al Tour de Drenthe
  - Vencedor de 2 etapes a l'Olympia's Tour
  - Vencedor de 5 etapes a la Volta a Renània-Palatinat
- 1971
  - Vencedor d'una etapa a la Milk Race